# Andre De Grasse
Andre De Grasse (* 10. listopadu 1994, Scarborough, Toronto, Ontario) je kanadský sprinter. Od roku 2016 je držitelem kanadského rekordu v běhu na 200 m.

## Kariéra
Na Mistrovství světa v atletice v Pekingu 2015 získal bronzovou medaili v běhu na 100 m a 4x100 m. Téhož roku na Panamerických hrách v Torontu vyhrál oba sprinterské závody.
Na Letních olympijských hrách 2016 v Rio de Janeiro získal tři medaile, čímž se stal prvním kanadským sprinterem, který získal tři medaile na jediných olympijských hrách:
- stříbrná medaile v běhu na 200 m - čas 20,02 s (v semifinále dosáhl čas 19,80 s)
- bronzová medaile v běhu na 100 m - čas 9,91 s
- bronzová medaile v běhu na 4 x 100 m - čas 37,64 s

V roce 2016 získal Lionel Conacher Award pro kanadského atleta roku.
V roce 2017 vyhrál s kanadskou štafetou World Athletics Relays na 4×200 metrů. Na mistrovství světa v atletice 2019 byl druhý na 200 metrů a třetí na 100 metrů.
Na Letních olympijských hrách 2020 zvítězil v závodě na 200 metrů, byl třetí na 100 metrů a se štafetou získal stříbrnou medaili. Na dvoustovce získal pro Kanadu první olympijské zlato od roku 1928, kdy vyhrál Percy Williams.
Na zahájení Letních olympijských her 2024 v Paříži byl společně se vzpěračkou Maude Charronovou vlajkonošem kanadské výpravy.

## Osobní rekordy
- 100 metrů 9,89 s. (Tokio, 2021). S nepovolenou podporou větru 9,69 s. (4,8m/s)
- 200 metrů 19,62 s. (Tokio, 2021). S nepovolenou podporou větru 19,58 s. (2,4m/s)

## Soukromý život
Jeho manželkou je americká překážkářka Nia Aliová. Mají dva potomky.